# Sloanea sogerensis
Sloanea sogerensis är en tvåhjärtbladig växtart som beskrevs av E. G. Baker. Sloanea sogerensis ingår i släktet Sloanea och familjen Elaeocarpaceae. Inga underarter finns listade i Catalogue of Life.